# Bohušovice nad Ohří
Bohušovice nad Ohří (in tedesco Bauschowitz an der Eger) è una città della Repubblica Ceca facente parte del distretto di Litoměřice, nella regione di Ústí nad Labem.